# 安德里斯 (伊利諾伊州)
安德里斯（英語：Andres）是位於美國伊利諾伊州威爾縣的一個非建制地區。該地的面積和人口皆未知。

## 地理
安德里斯的座標為41°22′18″N 87°52′57″W / 41.37167°N 87.88250°W，而該地的平均海拔高度為220米（即722英尺）。